# Wodnica (baśń)
Wodnica (niem. Die Wassernixe) – baśń opublikowana przez  braci Grimm w 1812 roku w zbiorze ich  Baśni (tom 1, nr 79). 

## Treść[1]
Dwoje dzieci, brat i siostra, podczas zabawy wpadło do studni. Na dnie spotkały wodnicę (org. Wassernixe). Ta uwięziła je i od tej pory zmuszała do ciężkiej pracy, kiepsko karmiąc. Pewnej niedzieli wodnica wybrała się do kościoła. Dzieci wykorzystały jej nieobecność i uciekły. Po powrocie wodnica puściła się w pogoń. Dzieci dostrzegły ją z daleka. Siostra rzuciła za siebie szczotkę. Z tej szczotki wyrosła wielka góra najeżona kolcami. Wodnica z trudem się przez nią przedarła. Wtedy chłopak rzucił grzebień, z którego wyrosła góra najeżona tysiącem zębów. Jednak i tę przeszkodę wodnica pokonała. Wtedy dziewczynka rzuciła za siebie lusterko. Wyrosła w tym miejscu góra tak śliska, że wodnica nie była w stanie się na nią wdrapać. Zdecydowała się wrócić do domu po siekierę i porąbać tę przeszkodę. Jednak zanim wróciła dzieci były już daleko. Wodnica musiała poniechać pościgu i wrócić do swojej studni.